# Schweizerische Südostbahn
La Schweizerische Südostbahn SA (Ferrovia del sud-est svizzero, acronimo SOB) è una compagnia ferroviaria con sede a San Gallo, nell'omonimo cantone svizzero. Gestisce linee a scartamento normale.
È stata creata nel 2001 dalla fusione della precedente Südostbahn (nata nel 1889) e della Bodensee-Toggenburg-Bahn.

## Società
La società è una società anonima con azionisti principali la Confederazione Elvetica (35,83%), i cantoni San Gallo (19,17%), Svitto (5,79%), Zurigo (3,81%), Turgovia (1,80%) e Appenzello Esterno (0,87%); il resto delle azioni sono di proprietà di comuni e distretti (17,46%) o di privati (15,27%).

## Esercizio

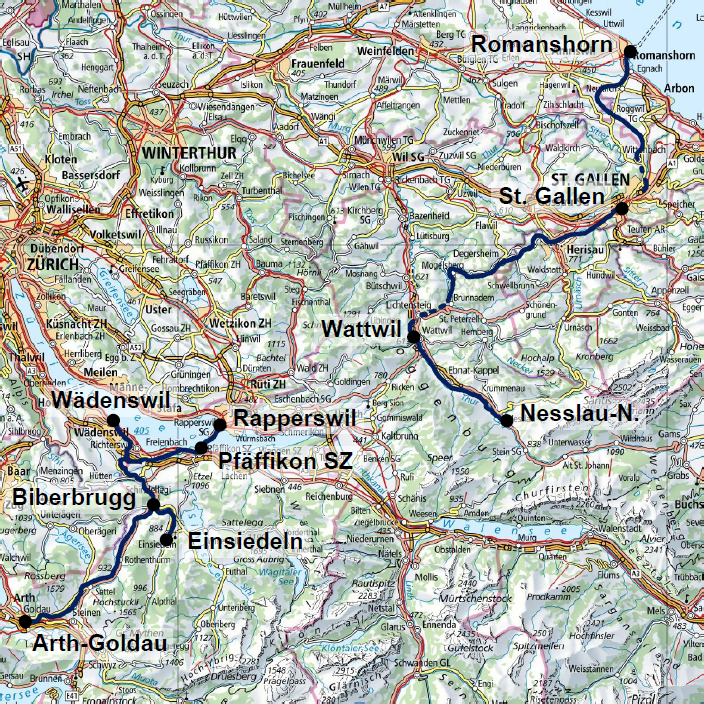
Mappa della rete SOB

Dalla fusione la SOB gestisce le seguenti linee ferroviarie, divise tra una "rete est" (le linee ex Bodensee-Toggenburg) e una "rete sud" (le linee della "vecchia" SOB):

### Rete est
- Romanshorn-San Gallo St. Fiden (19,1 km)
- San Gallo-Wattwil – Nesslau-Neu St. Johann (44,5 km)

### Rete sud
- Rapperswil-Pfäffikon (Seedamm) (4 km)
- Pfäffikon-Arth (34,6 km)
- Wädenswil-Einsiedeln (16,7 km)

La rete di proprietà è lunga complessivamente 123 km. Oltre ai servizi sulle proprie linee la SOB esercita anche dei collegamenti usufruendo dei binari della rete FFS:
- Voralpen-Express (Lucerna-Arth Goldau-Pfäffikon-Rapperswil-San Gallo, classificato come interregionale);
- Treno Gottardo (Zurigo/Basilea-Arth Goldau-galleria "storica" del San Gottardo-Locarno, classificato come interregionale linee IR26 e IR46);
- Aare Linth (Berna-Olten-Zurigo-Coira, classificato come interregionale linea IR35);
- alcune linee delle reti celeri di Zurigo e di San Gallo.

## Materiale rotabile

### In servizio

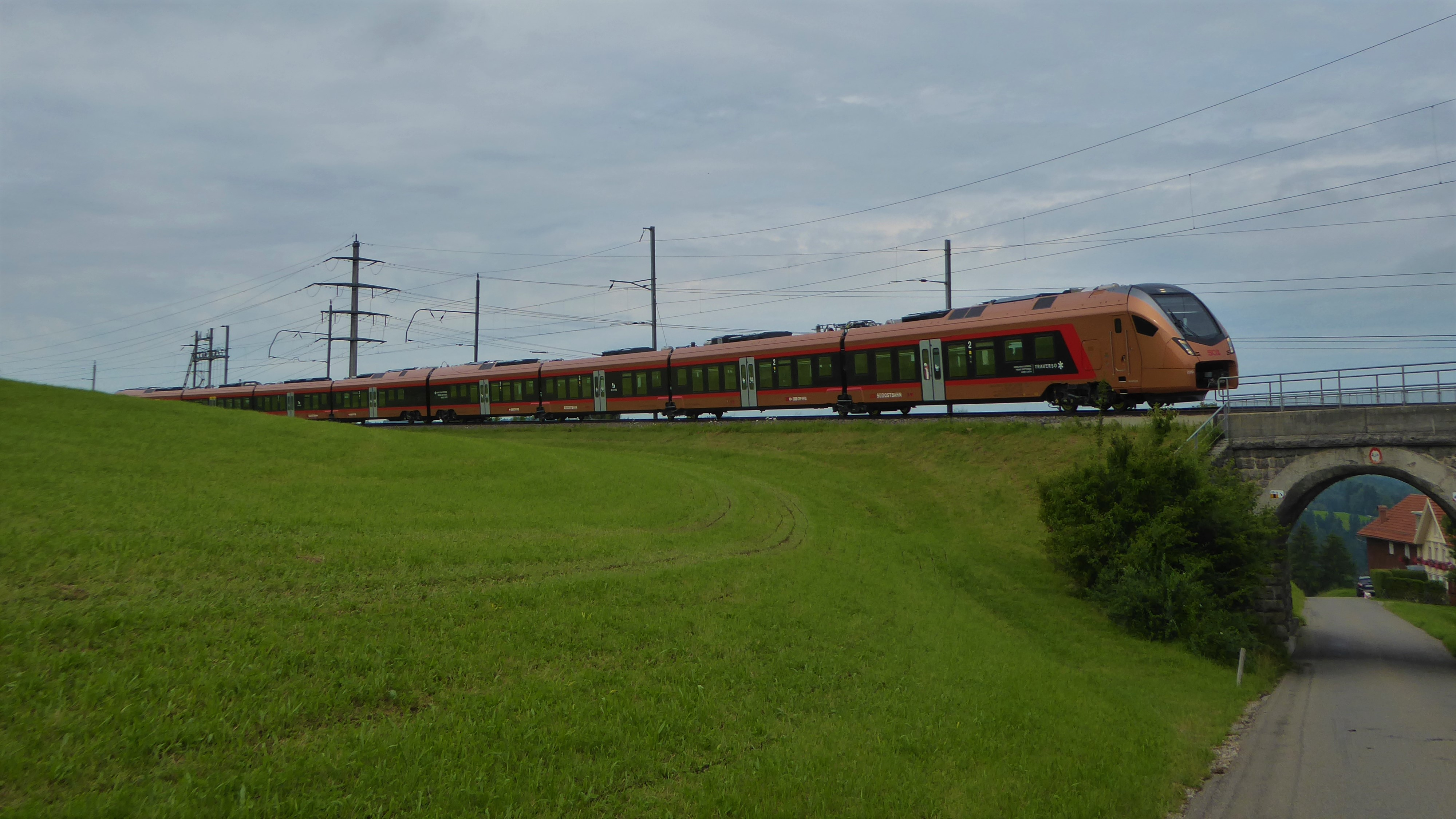
Elettrotreno RABe 526 "Traverso" a Schachen (nei pressi di Herisau), impegnato su un Voralpen Express

| Tipo              | Unità                    | Anno di costruzione | Costruttore       | Note                                                                                  |
| ----------------- | ------------------------ | ------------------- | ----------------- | ------------------------------------------------------------------------------------- |
| Elettrotreni      | RABe 526 001÷010         | 2019-21             | Stadler           | Tipo Flirt 3, a 4 casse                                                               |
| Elettrotreni      | RABe 526 041÷063         | 2007-13             | Stadler           | Tipo Flirt, a 4 casse                                                                 |
| Elettrotreni      | RABe 526 101/201÷124/224 | 2019-21             | Stadler           | Tipo Flirt 3 "Traverso", a 8 casse, per Voralpen Express, Treno Gottardo e Aare Linth |
| Elettromotrici    | RBDe 561 081÷084         | 1995                | Schindler-SIG-ABB | Tipo NPZ                                                                              |
| Locomotori Diesel | Tm 234 501÷504           | 2015-2019           | Robel             | Rotabili di servizio                                                                  |

### Ceduto o radiato
| Tipo                   | Unità            | Anno di costruzione | Costruttore | Note                                                                 |
| ---------------------- | ---------------- | ------------------- | ----------- | -------------------------------------------------------------------- |
| Locomotiva elettrica   | Ae 476 012       | 1965                | LEW         | ex DR, acquistata nel 1994, fino al 2001 Ae 476 468, ceduta nel 2008 |
| Locomotive elettriche  | Re 446 015÷018   | 1982                | SLM-BBC     | ex FFS, acquistate tra il 1994 e il 1996, cedute nel 2019            |
| Locomotive elettriche  | Re 456 091÷096   | 1987                | SLM-BBC     | ex BT, cedute nel 2021                                               |
| Automotrici elettriche | BDe 556 041÷042  | 1966                | SIG-BBC     | ex WM, acquistate nel 1997, 042 ceduta nel 2004, 041 demolita        |
| Automotrici elettriche | BDe 576 048÷059  | 1959-79             | SIG-BBC     | parte ex BT, in parte cedute                                         |
| Automotrici elettriche | RBDe 566 071÷076 | 1982                | FFA-SIG-BBC | ex BT, in parte cedute                                               |